# Paso de la Mina 2da. Sección
Paso de la Mina 2da. Sección är en ort i Mexiko.   Den ligger i kommunen Huimanguillo och delstaten Tabasco, i den sydöstra delen av landet, 600 km öster om huvudstaden Mexico City. Paso de la Mina 2da. Sección ligger 13 meter över havet och antalet invånare är 1 407.
Terrängen runt Paso de la Mina 2da. Sección är mycket platt. Runt Paso de la Mina 2da. Sección är det ganska glesbefolkat, med 45 invånare per kvadratkilometer. Närmaste större samhälle är Poblado C-33 20 de Noviembre, 13,4 km öster om Paso de la Mina 2da. Sección. Trakten runt Paso de la Mina 2da. Sección består till största delen av jordbruksmark.